# Nicolás Fasolino
Nicolás Fasolino (3 de janeiro de 1887 - 13 de agosto de 1969) foi um cardeal argentino da Igreja Católica Romana. Ele serviu como arcebispo de Santa Fé de 1932 até sua morte, e foi elevado ao cardinalato em 1967.

## Biografia
Nicolás Fasolino nasceu em Buenos Aires, em uma família de origem italiana, filho de Nicolas Fasolino e Maria Antonia Coletta. Estudou no Seminário Conciliar Metropolitano antes de ir a Roma para estudar na Pontifícia Universidade Gregoriana, onde obteve doutorado em filosofia, teologia e direito canônico. Ele foi ordenado ao sacerdócio em 28 de outubro de 1909, e, em seguida, fez trabalho pastoral em Buenos Aires 1911-1916; mais tarde, professor de teologia na Universidade Católica; professor de Sagrada Escritura e história eclesiástica no Centro de Estudos Religiosos.
De 1913 a 1922, Fasolino serviu sucessivamente como pró-secretário da cúria arquidiocesana; vice-chanceler da arquidiocese; visitador geral da Associação dos Jovens Trabalhadores da Argentina; diretor espiritual da Juventude Católica e da Liga Católica. Procurador do Colégio de Pastores da cidade de Buenos Aires; comissário para as fronteiras das novas paróquias; secretário e chanceler da cúria arquidiocesana de Buenos Aires, 1921-1922; pároco de Balvanera, 1922-1933; vigário geral da arquidiocese de Buenos Aires, 1925-1926. Tornou-se protonotário apostólico em 19 de julho de 1928.
Em 20 de outubro de 1932, Fasolino foi nomeado bispo de Santa Fé pelo papa Pio XI. Ele recebeu sua consagração episcopal no dia 21 de dezembro do arcebispo Filippo Cortesi, Núncio Apostólico na Argentina, com o arcebispo Santiago Copello e o bispo Fortunato Devoto servindo como co-consagradores. Seu lema episcopal era Narrabo nomen tuum fratribus meis.
Fasolino foi promovido a arcebispo na elevação de Santa Fé à arquidiocese metropolitana em 20 de abril de 1934. Ele fundou a Universidade Católica de Santa Fé e em 1935, fundou o jornal La Mañana, que foi publicado por cerca de vinte anos. Mais tarde, participou do Concílio Vaticano II de 1962 a 1965, e foi criado cardeal-presbítero pelo Papa Paulo VI no Consistório Ordinário Público de 1967, com o título de Beata Virgem Maria das Dores na Piazza Buenos Aires.
O Cardeal Fasolino morreu em Santa Fé, enquanto celebrava a missa, aos 82 anos, tendo servido como o Ordinário daquela cidade durante trinta e seis anos. Ele está enterrado na catedral metropolitana de Santa Fé.